# Tylorida mornensis
Tylorida mornensis is een spinnensoort in de taxonomische indeling van de strekspinnen.
Het dier behoort tot het geslacht Tylorida. De wetenschappelijke naam van de soort werd voor het eerst geldig gepubliceerd in 1978 door Benoit.